# John Sedgwick

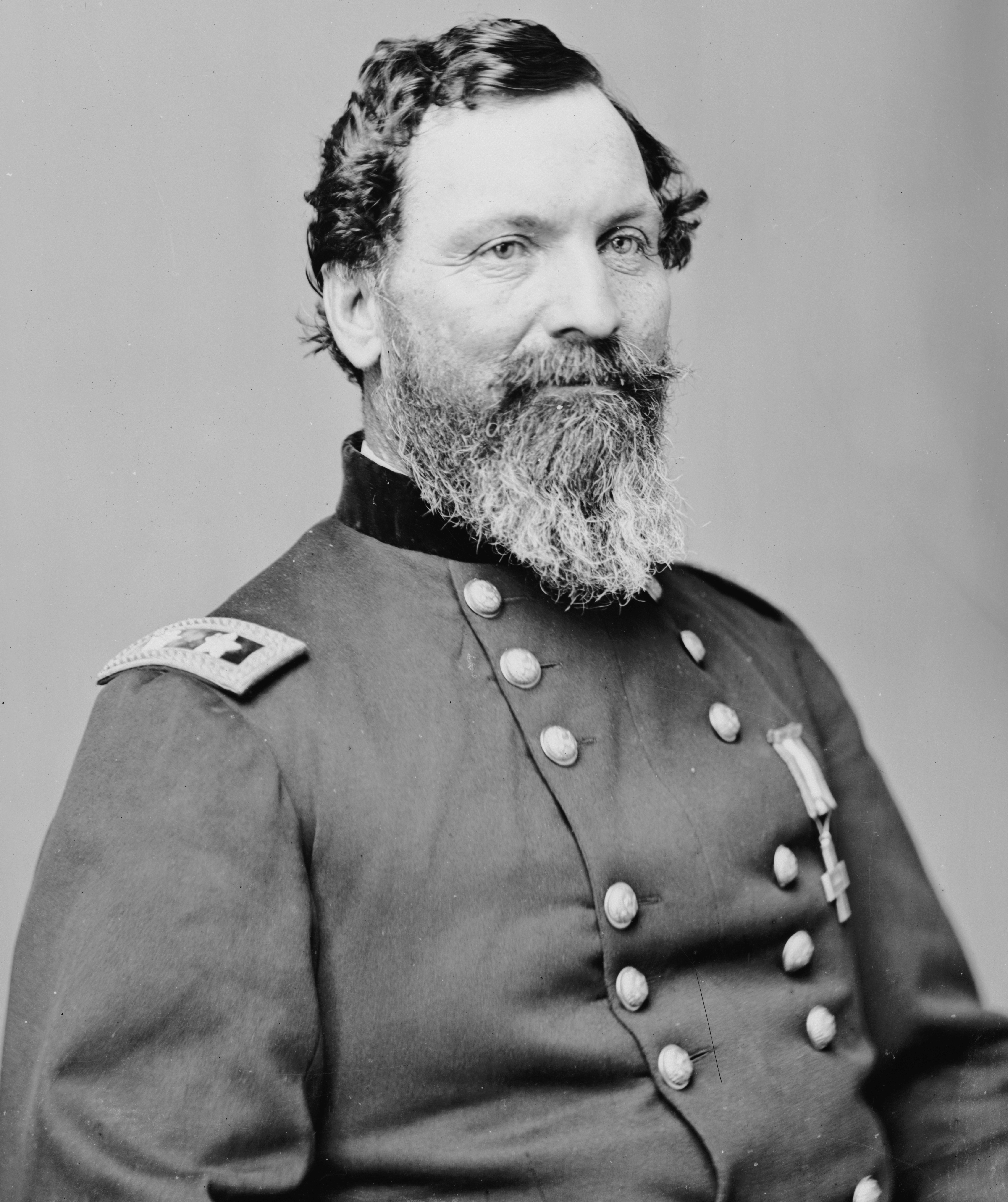
General John Sedgwick

John Sedgwick (* 13. September 1813 in Cornwall Hollow, Connecticut; † 9. Mai 1864 in Spotsylvania, Virginia) war General des US-Heeres und Kommandierender General während des Amerikanischen Bürgerkrieges.

## Leben
John Sedgwick wurde in den Berkshires, einem Bereich der Appalachen in Connecticut, in einer Familie mit militärischer Tradition geboren. Sein Vater war Benjamin Sedgwick (1781–1857). Er wurde nach seinem Großvater John Sedgwick (1742–1820) benannt, der während der Amerikanischen Revolution mit Ethan Allen bei der Ticonderoga gekämpft und mit George Washington in Valley Forge überwintert hatte.
Nach seiner Schulzeit war John Sedgwick zwei Jahre lang, von 1831 bis 1833, als Lehrer tätig.

### Militärische Laufbahn bis zum Sezessionskrieg
Sedgwick wurde 1833 an die Militärakademie in West Point, New York berufen. Er schloss sie 1837 als 24. in einer Klasse von 50 Absolventen ab. Anschließend wurde er zum Leutnant befördert und der Artillerie zugeteilt. Er kämpfte zunächst in Florida gegen die Seminolen und verdiente sich später im Krieg gegen Mexiko zwei Brevet-Beförderungen zum Hauptmann und zum Major. 1855 wechselte er die Truppengattung und ließ sich zur Kavallerie versetzen, um auf einem Dienstposten als Major verwendet zu werden. Als Angehöriger des 1. US-Kavallerie-Regiments wurde er bei der Niederschlagung der bürgerkriegsähnlichen Unruhen in Kansas, dem sogenannten Bleeding Kansas, während des Mormonen-Aufstandes im Utah-Territorium und der Indianer-Kriege eingesetzt.
Im Zuge der eigentlichen Sezessionskrise am Vorabend des Bürgerkrieges wurde Sedgwick zweimal Nachfolger seines Freundes Robert E. Lee – am 16. März 1861 als Oberstleutnant stellvertretender Kommandeur des 2. US-Kavallerie-Regiments und nur neun Tage später, am 25. März, als Oberst Kommandeur des 1. US-Kavallerie-Regiments.

### Kommandeur und Kommandierender General im Sezessionskrieg
Während der ersten großen Schlacht auf dem östlichen Kriegsschauplatz, der ersten Schlacht am Bull Run, war Sedgwick an Cholera erkrankt und konnte nicht an ihr teilnehmen. Kaum genesen wurde er am 3. August 1861 zum Generalinspekteur des Wehrbereichs Washington ernannt. Sedgwick wurde am 5. September 1861 rückwirkend zum 31. August 1861 zum Brigadegeneral der Freiwilligen befördert. Sedgwicks Berichte über die Zustände in den Lagern der Armee waren ungeschönt und machten ihm wenig Freunde. Trotzdem – oder gerade deshalb – erhielt er am 3. Oktober 1861 das Kommando über die 2. Brigade der Division Heintzelmans der Potomac-Armee. Bis zu seinem Tode blieb er Angehöriger dieser Armee.
Am 19. Februar 1862 übernahm er die Division Brigadegeneral Charles P. Stones. Mit der Division nahm er am Halbinsel-Feldzug zur Einnahme Richmonds, Virginia teil und kämpfte bei der Belagerung von Yorktown, Virginia und in der Schlacht von Seven Pines. Während der Sieben-Tage-Schlacht wurde er in der Schlacht bei Glendale verwundet. Am 4. Juli wurde er zum Generalmajor befördert.
Sedgwick nahm mit seiner Division am Maryland-Feldzug teil. In der Schlacht am Antietam befahl der Kommandierende General des II. Korps Sedgwick, einen Frontalangriff durchzuführen. Ohne die Stellungen des Gegners vorher aufgeklärt zu haben, sah sich Sedgwick plötzlich von drei Seiten von Generalmajor Jacksons Korps angegriffen und musste unter schweren Verlusten auf seine Ausgangsstellungen ausweichen. Dabei wurde Sedgwick dreimal verwundet; nahm jedoch nach drei Monaten seinen Dienst wieder auf.
Am 26. Dezember nach der Schlacht von Fredericksburg übernahm er kurzzeitig das II., dann das IX. und schließlich bis zu seinem Tod das VI. Korps der Potomac-Armee. Während der Schlacht bei Chancellorsville sollte er mit seinem Korps die rechte Flanke der Nord-Virginia-Armee bei Fredericksburg binden. Bedächtig angreifend gelang ihm die Erstürmung der Marye’s Heights. Von dort griff er langsam nach Westen an, um die Konföderierten zwischen sich und den anderen Korps der Potomac-Armee einzuschließen und zu vernichten. Das gelang aber nicht (wegen des wagemutigen Entschlusses von General Lee, die Nordstaatler nacheinander zu schlagen). Am 3. Mai 1863 wurde Sedgwicks Angriff von McLaws Division in der Schlacht bei Salem Church gestoppt. Am 4. Mai griff ihn Lee mit drei Divisionen an und zwang ihn, über den Rappahannock auszuweichen.
Während der Schlacht von Gettysburg bildete sein Korps die Reserve. Erst an der Rappahannock Bridge im Herbst kämpfte das VI. Korps erneut gegen die Nachhut General Lees und bereinigte den konföderierten Brückenkopf bei einem Nachtangriff.
Als die fünf Korps der Potomac-Armee auch wegen der schweren Verluste auf drei reduziert wurden, behielt er als einer der prominentesten Kommandeure der Union sein Kommando. John Sedgwick führte sein Korps anschließend in den blutigen Kämpfen der Schlacht in der Wilderness und in der Schlacht bei Spotsylvania Court House.

### Tod
Als Sedgwick seiner Artillerie Stellungen zuweisen wollte, schossen Scharfschützen der Konföderierten auf ihn und die ihn begleitenden Soldaten. Letztere duckten sich. Sedgwick erklärte jedoch, dass die Konföderierten auf diese Entfernung noch nicht einmal einen Elefanten treffen könnten. Kurz darauf traf ihn eine Kugel in den Kopf. Der General, den die Scharfschützen aufgrund seiner untersetzten Statur leicht identifizieren konnten, war auf der Stelle tot. Er war der vierte und letzte Kommandierende General der Potomac-Armee (nach Joseph K. F. Mansfield, Jesse L. Reno und John F. Reynolds), der während einer Schlacht fiel. Als Generalleutnant Ulysses S. Grant von Sedgwicks Tod erfuhr, sagte er: „His loss to this army is greater than the loss of a whole division.“ („Dieser Verlust wiegt für die Armee schwerer als der Verlust einer gesamten Division.“)
John Sedgwick wurde in seinem Geburtsort beerdigt.

## Würdigung
Seine Soldaten nannten Sedgwick wegen seines jovialen, vertraulichen Umgangstones stets „Uncle John“. Ausgerechnet seine Burschikosität gegenüber seinen Soldaten und sein Bestreben, sie zu beruhigen, führte zu seinem Tod. Sedgwick strebte nie nach einem höheren Kommando als das seines geliebten VI. Korps. Von seinen Soldaten wurde er geachtet, weil er sich denselben Strapazen aussetzte, die auch sie erdulden mussten; von seinen Vorgesetzten wurde er respektiert, weil er bei der Vorbereitung von Entscheidungen aktiv mitarbeitete, gefasste Entschlüsse ohne Murren durchführte und seine Befehle umsichtig gab, aber nachdrücklich durchsetzte. Grant charakterisierte sein Wesen einmal so: „Sedgwick und Meade hatten einen so guten Charakter, dass sie, wenn ihnen befohlen worden wäre, ihren Generalsrang gegen die Dienste eines Feldwebels zu tauschen, das ohne Murren getan hätten.“

## Ehrungen
Eine Reiterstatue ehrt Generalmajor John Sedgwick und das VI. Korps auf dem Gelände des Gettysburg National Military Parks. Eine weitere Statue befindet sich in West Point.

## Trivia
Im Western-Epos „Der mit dem Wolf tanzt“ von Kevin Costner wurde der Posten John Dunbars im Indianergebiet nach Sedgwick benannt.